# (8207) Suminao
(8207) Suminao – planetoida z pasa głównego asteroid okrążająca Słońce w ciągu 3 lat i 91 dni w średniej odległości 2,19 au. Została odkryta 31 grudnia 1994 roku w Ōizumi przez Takao Kobayashi. Nazwa planetoidy pochodzi od Suminao Murakami (ur. 1935), syna i wnuka astronomów, członka Laboratory of Urban Safety Planning w Tokio oraz profesora na Yokohama National University. Przed nadaniem oficjalnej nazwy planetoida nosiła oznaczenie tymczasowe (8207) 1994 YS1.